# Liophis ornatus
Liophis ornatus là một loài rắn trong họ Rắn nước. Loài này được Garman mô tả khoa học đầu tiên năm 1887.